# Natasha Yarovenko
Natalia "Natasha" Olegovna Yarovenko (ucraïnès Наталія (Наташа) Олегівна Яровенко, Odessa, RSS d'Ucraïna, Unió Soviètica, 23 de juliol de 1979) és una model i actriu hispano-russa-ucraïnesa.

## Biografia
Nascuda en Odessa, en aquells dies part de la Ucraïna soviètica, de pare ucraïnès i mare russa, si bé ella sempre s'ha considerat russa. Va créixer en una família de pares enginyers. Es va graduar en Filologia Rus-Anglesa en una universitat de la seva ciutat natal i, durant aquest temps, també va estar vivint en Moscou.
Acabats els seus estudis, l'any 2000 va decidir viatjar a Espanya al costat de la seva família, establint-se a la ciutat de Barcelona. Segons l'actriu, va ser ràpid adaptar-se a aquesta ciutat perquè li era similar a Odessa quant a la forma de vida i la mar.

### Trajectòria professional
Yarovenko va iniciar la seva carrera com a actriu a Televisió de Catalunya. La seva primera oportunitat televisiva li va arribar de la mà de Lydia Zimmermann al telefilm La dona de gel. Més endavant va debutar en un curtmetratge anomenat Estúpidos (basado en hechos reales) dirigit per Gerard Sinfreu el qual li va donar potser la participació més breu que ha tingut en la seva carrera d'actriu, però l'any 2004 va realitzar el seu primer paper protagonista per al cinema amb la pel·lícula Joves, dels directors Ramon Térmens i Carles Torras.
L'any 2007 intervé en la sèrie Hospital Central, sent aquesta la seva primera participació en una cadena nacional (Telecinco).
El seu primer antagònic arriba l'any 2008 en interpretar a la malvada Romina de la sèrie Lalola emesa per Antena 3, sèrie en la qual va participar en 52 episodis. Aquest mateix any Yarovenko és convidada pel director Julio Medem a participar en el film Habitación en Roma, en el qual s'estrenaria com a protagonista, compartint cartell amb l'actriu Elena Anaya, pel que va rebre el Premi Turia a la millor actriu revelació. Aquest succés li va suposar una nominació al premi Goya com a millor actriu revelació.
En 2010 dona vida a la princesa Sigrid en la pel·lícula El Capitán Trueno y el Santo Grial.
Natasha va ser guanyadora d'un Pétalo per part de la revista Cosmopolitan.

## Filmografia
| Any  | Títol                              | Personatge        | Notes | Tràiler                            |
| ---- | ---------------------------------- | ----------------- | --- | ---------------------------------- |
| 2016 | Loki 7                             | Ivanna            | |                                    |
| 2012 | Aftershock                         | Irina             | |                                    |
| 2011 | El Capitán Trueno y el Santo Grial | Sigrid            | Va entrar al Film com a antagonista i es va quedar amb el paper protagonista després de la sortida d'Elsa Pataky. |                                    |
| 2010 | Habitación en Roma                 | Natasha           | És convidada a participar per Julio Medem, és nominada al premi Goya com a actriu revelació.                      | Habitación en Roma                 |
| 2009 | Negro Buenos Aires                 | Alma              | Natasha ja havia treballat amb el Director Ramon Térmens                                                          | Negro Buenos Aires                 |
| 2008 | Diari d'una ninfómana              | Mae               | El cartell oficial d'aquesta pel·lícula va ser censurat en Madrid                                                 | Diario de una Ninfómana            |
| 2006 | Omar Martínez                      | Olga              | pel·lícula per TV, Dirigida per Pau Martínez                                                                      | Pendiente                          |
| 2004 | Joves                              | Marta             | Tracta de tres joves en una fugida a cap part perseguint una felicitat que resulta il·lusòria                     | Jóvenes                            |
| 2004 | Estúpidos, basado en hechos reales | Dependenta Anunci | Curtmetratge, ha estat la participació més breu de Yarovenko                                                      | Estúpidos, basado en hechos reales |
| 2003 | La dona de gel                     | Tania Gustova     | Primer treball cinematogràfic de Yarovenko                                                                        | La dona de Gel                     |

## Televisió
| Any       | Títol                               | Personatge      | Episodis                               |
| --------- | ----------------------------------- | --------------- | -------------------------------------- |
| 2013      | Las aventuras del capitán Alatriste | María de Castro | Personatge fix                         |
| 2010      | Pelotas                             | Tatiana         | Episodi 18 (2x07)                      |
| 2010      | Inocentes                           | Svetlana        | Personatge fix (episodis 1 y 2)        |
| 2008-2009 | Lalola                              | Romina          | Episodis 79-144 (1x79-1x144)           |
| 2007      | Hospital Central                    | Liuva           | Episodi 168 (13x05)                    |
| 2005      | Ventdelplà                          | Tatiana         | Episodis 65,68 i 69 (2x21, 2x24 i x25) |